# Aeroportul Internațional Tashkent
Aeroportul Internațional Tashkent (în uzbecă Toshkent xalqaro aeroporti) (IATA: TAS, ICAO: UTTT) este un aeroport din Regiunea Tașkent, Uzbekistan ce deservește zona Tașkent. Aeroportul a fost tranzitat în 2019 de 4.430.000 de pasageri. A fost numit după zona deservită.
Situat la o altitudine de 432 m, aeroportul dispune de 2 piste. Este operat de Uzbekistan Airways⁠(d).

## Infrastructură

### Piste
Aeroportul dispune de 2 piste. Pista 08L/26R are suprafața de asfalt și dimensiunile 4.000 m × 60 m. Pista 08R/26L are suprafața de asfalt și dimensiunile 3.905 m × 45 m. 